# Чемпіонат України з легкої атлетики в приміщенні серед юніорів 2018
Чемпіонат України з легкої атлетики в приміщенні серед юніорів 2018 року був проведений 6-7 лютого в місті Суми в легкоатлетичному манежі Сумського державного університету. За підсумками змагань були відібрані кандидати на участь в двох міжнародних матчевих зустрічах — 24-25 лютого у Мінську Білорусь-Азербайджан-Латвія-Естонія-Іспанія-Ізраїль-Туреччина-Україна-Литва, а також 13 травня Ізраїль-Україна-Румунія-Кіпр в Ізраїлі.

## Медалісти

### Чоловіки
| Дисципліни                    | Золото                                                                       | Золото    | Срібло                                                                                   | Срібло    | Бронза                                                                                | Бронза    |
| ----------------------------- | ---------------------------------------------------------------------------- | --------- | ---------------------------------------------------------------------------------------- | --------- | ------------------------------------------------------------------------------------- | --------- |
| 60 метрів                     | Василь Макух (Тр)                                                            | 6,88      | Костянтин Бутенко (Днп)                                                                  | 6,98      | Андрій Авраменко (Квм)                                                                | 7,03      |
| 200 метрів                    | Олексій Сергієнко (Днц)                                                      | 22,61     | Ярослав Голуб (Рв)                                                                       | 22,65     | Кирило Приходько (Днц)                                                                | 22,71     |
| 400 метрів                    | Ярослав Демченко (См)                                                        | 48,98     | Микита Барабанов (Зп)                                                                    | 50,09     | Владислав Соловьов (Лг)                                                               | 50,69     |
| 800 метрів                    | Жоель Крістоф Перріард (Од)                                                  | 1.56,53   | Назарій Жилінський (Вл)                                                                  | 1.56,68   | Юрій Красноокий (Днп)                                                                 | 1.56,89   |
| 1500 метрів                   | Максим Пантелеєв (Квм)                                                       | 4.08,29   | Назарій Жилінський (Вл)                                                                  | 4.08,37   | Жоель Крістоф Перріард (Од)                                                           | 4.09,28   |
| 3000 метрів                   | Андрій Краковецький (Вн)                                                     | 8.51,86   | Андрій Солтан (Квм)                                                                      | 8.58,79   | Юрій Кузінський (Жт)                                                                  | 9.03,96   |
| 60 метрів з бар'єрами (99 см) | Андрій Василевський (Мк)                                                     | 8,01      | Олексій Овчаренко (Хрк)                                                                  | 8,03      | Микита Коваль (Днп)                                                                   | 8,31      |
| 2000 метрів з перешкодами     | Владислав Коваленко (Чрк)                                                    | 5.57,73   | Владислав Кравчук (Тр)                                                                   | 5.58,82   | Владислав Мартинюк (Хм)                                                               | 6.04,55   |
| 4х200 метрів                  | Сумська область Вадим Дунь Андрій Волинець Микола Сидоренко Ярослав Демченко | 1.31,62   | Миколаївська область Іван Савченко Іван Ахмедов Дмитро Воскобойников Андрій Василевський | 1.33,16   | Дніпропетровська область Дмитро Обухов Микита Коваль Владлен Василенко Владислав Іжин | 1.33,44   |
| Ходьба 5000 метрів            | Віктор Кононенко (Хрк)                                                       | 20.55,24  | Ілля Білик (Лв)                                                                          | 21.43,57  | Ігор Гончаренко (См)                                                                  | 22.35,75  |
| Стрибки у висоту              | Антон Мокряк (Крв)                                                           | 2,05 м    | Давід Оломський (Днц)                                                                    | 2,05 м    | Андрій Аулін (Крв)                                                                    | 2,05 м    |
| Стрибки з жердиною            | Тарас Шевцов (Хрк)                                                           | 5,10 м    | Артур Бортніков (Днп)                                                                    | 5,00 м    | Микита Строгалєв (Квм)                                                                | 4,60 м    |
| Стрибки у довжину             | Даніїл Горбенко (Днц)                                                        | 7,21 м    | Антон Копитько (Днп)                                                                     | 7,13 м    | Кирило Ковалевський (Квм)                                                             | 6,96 м    |
| Потрійний стрибок             | Андрій Авраменко (Квм)                                                       | 15,16 м   | Артур Малишенко (Днп)                                                                    | 14,97 м   | Артем Коноваленко (Днц)                                                               | 14,81 м   |
| Штовхання ядра (6 кг)         | Артем Левченко (Хрк)                                                         | 18,95 м   | Вадим Журба (Чрн)                                                                        | 16,94 м   | Володимир Журавський (Лв)                                                             | 16,68 м   |
| Семиборство                   | Владислав Жирний (Кв)                                                        | 4617 очок | Віталій Гаюк (Лв)                                                                        | 4530 очок | Дмитро Сорокін (Од)                                                                   | 4397 очок |

### Жінки
| Дисципліни                    | Золото                                                                                  | Золото    | Срібло                                                                       | Срібло    | Бронза                                                                                | Бронза       |
| ----------------------------- | --------------------------------------------------------------------------------------- | --------- | ---------------------------------------------------------------------------- | --------- | ------------------------------------------------------------------------------------- | ------------ |
| 60 метрів                     | Вікторія Ратнікова (Од)                                                                 | 7,63      | Єва Подгородецька (Хрк)                                                      | 7,75      | Ірина Панаріна (Хрк)                                                                  | 7,76         |
| 200 метрів                    | Наталія Дишлюк (Кв)                                                                     | 24,83     | Євгенія Горбатюк (Днп)                                                       | 25,30     | Вікторія Ратнікова (Од)                                                               | 25,66        |
| 400 метрів                    | Тетяна Безшийко (Чрк)                                                                   | 56,91     | Мар'яна Шостак (Лв)                                                          | 57,49     | Євгенія Мучарова (См)                                                                 | 58,16        |
| 800 метрів                    | Анжела Лихач (Вл)                                                                       | 2.14,13   | Катерина Коваль (Днц)                                                        | 2.16,01   | Юлія Романчук (Вл)                                                                    | 2.19,87      |
| 1500 метрів                   | Вікторія Ковба (Квм)                                                                    | 4.48,17   | Дар'я Вдовиченко (Хрк)                                                       | 4.48,19   | Юлія Романчук (Вл)                                                                    | 4.50,69      |
| 3000 метрів                   | Аліна Бощук (Квм)                                                                       | 10.03,98  | Катерина Онісімова (Днп)                                                     | 10.07,95  | Тетяна Палінкаш (Хм)                                                                  | 10.17,07     |
| 60 метрів з бар'єрами (84 см) | Анастасія Осокіна (Днп)                                                                 | 8,82      | Валентина Кисленко (Днп)                                                     | 8,98      | Марія Джетібаєва (Рв)                                                                 | 9,10         |
| 2000 метрів з перешкодами     | Катерина Онісімова (Днп)                                                                | 6.52,61   | Тетяна Палінкаш (Хм)                                                         | 6.57,93   | Любов Север'янова (Хрк)                                                               | 7.07,99      |
| 4х200 метрів                  | Дніпропетровська область Владлена Климова Євгенія Горбатюк Дар'я Малахова Тетяна Кайсен | 1.42,42   | Сумська область Дарина Маслюк Анна Цибульник Аліна Титаренко Вікторія Луніка | 1.42,83   | Київська область Олександра Маринченко Анна Безименна Альона Гордієнко Наталія Дишлюк | 1.43,55      |
| Ходьба 3000 метрів            | Яна Фарина (Вл)                                                                         | 14.00,22  | Юлія Петрик (Вл)                                                             | 14.15,41  | Дарина Касян (Вл)                                                                     | 14.21,58     |
| Стрибки у висоту              | Олена Жмур (Вн)                                                                         | 1,75 м    | Марія Слобода (Кв) Анастасія Матвійок (Лв)                                   | 1,70 м    | не вручалась                                                                          | не вручалась |
| Стрибки з жердиною            | Марія Ященко (Кв)                                                                       | 3,60 м    | Тетяна Колесник (Кв)                                                         | 3,40 м    | Тетяна Гамора (Хрк)                                                                   | 3,40 м       |
| Стрибки у довжину             | Аліна Шух (Кв)                                                                          | 6,11 м    | Юлія Матвієвська (Хрк)                                                       | 5,63 м    | Юлія Скляр (Пл)                                                                       | 5,61 м       |
| Потрійний стрибок             | Олександра Левченко (Квм)                                                               | 12,63 м   | Марія Адамчук (Днп)                                                          | 12,35 м   | Валентина Василенко (Днп)                                                             | 12,21 м      |
| Штовхання ядра (4 кг)         | Тетяна Кравченко (Кв)                                                                   | 15,25 м   | Ганна Хопяк (Хрк)                                                            | 14,56 м   | Христина Бойчук (Лв)                                                                  | 12,63 м      |
| П'ятиборство                  | Дар'я Діханова (Хрк)                                                                    | 3886 очок | Тетяна Білик (Хрк)                                                           | 3710 очок | Юлія Лобан (Чрн)                                                                      | 3147 очок    |